# MSC Seashore
Le MSC Seashore est un navire de croisière, construit aux chantiers de Fincantieri de Monfalcone en Italie.
Le MSC Seashore sera le troisième paquebot de la classe Seaside, mais plus long de 15 mètres que ses prédécesseurs. Il fut le navire amiral de la flotte dès sa croisière inaugurale qui débuta le 6 août 2021 au départ de Barcelone.
C'est avec ses 339 mètres le plus long de la flotte et celui offrant le plus grand espace extérieur.Le MSC Seashore est un navire principalement dédié au marché de croisière américain.

## Histoire
En mai 2014, MSC Croisières commande deux navires de type "Seaside" (+1 en option) aux chantiers de Fincantieri de Monfalcone. Cette commande fait suite à celle de la classe Meraviglia aux Chantiers de l'Atlantique STX France de Saint-Nazaire, en effet, un mois après la commande de la classe Meraviglia où le chantier de Monfalcone était en concurrence avec celui de Saint-Nazaire, MSC Croisières décida de commander deux paquebots à Monfalcone, dans l'objectif de doubler sa flotte en 10 ans. Le MSC Seashore est une version agrandie et avec une architecture légèrement modifiée par rapport aux deux premiers paquebots de la classe. 
La construction a débuté en 2019. Le navire a été mis à l'eau durant l'été 2020 et livré en 2021.

## Caractéristiques
Le MSC Seashore dispose de plusieurs activités dont:
- Un Aquapark
- Un espace thermal complet (sauna, hammam, salon de beauté, solarium, salon de coiffure)
- Un espace aquatique agrandi par rapport aux deux premiers navires.
- Le plus grand espace pour les passagers du « Yacht Club »[1] de toute la flotte, plus de 3.200 m2 dont le pont 20 entièrement dédié.